# والتر بوخر (دوچرخه‌سوار)
والتر بوخر (انگلیسی: Walter Bucher؛ زادهٔ ۸ ژوئن ۱۹۲۶ – درگذشتهٔ ۶ مارس ۲۰۲۵) دوچرخه‌سوار اهل سوئیس بود.
وی در مسابقات کشوری و بین‌المللی در مجموع برندهٔ ۱ مدال طلا، ۳ مدال نقره، ۱ مدال برنز شده‌است.
والتر بوخر در ۶ مارس ۲۰۲۵، در سن ۹۸ سالگی درگذشت.